# Чла (река)
Чла (Холодный) — малая река в Ста́врополе.
Берёт начало со знаменитого родника Серафима Саровского и вбирает другие родники Члинского леса, впадает в реку Ташлу (составляющую реки Улы).
В нижнем течении река мутная, сильно загрязнена сбросами кожзавода и домовладений Октябрьского района. На реке обустроено два пруда в районе кожзавода. Вода из них использовалась для нужд кожевенного производства. Территория возле устья застроена жилыми домами, и река в этом месте заключена в коллектор. По выходу из коллектора в устье Чла теряется в камышах, при этом разбивается на несколько самостоятельных протоков, каждый из которых впадает в Ташлу по своему руслу.
Не путать с рекой Чла, которая также берёт начало в северной части Члинского леса, и является притоком Егорлыка.

## Галерея

Река Чла
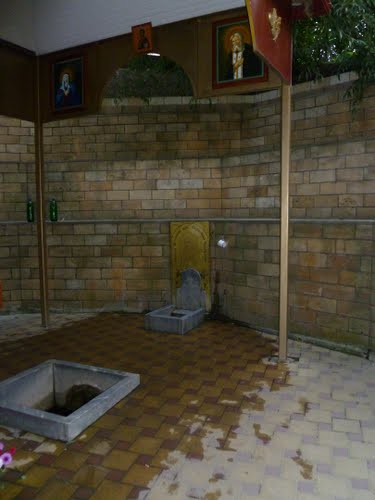
Исток Члы - родник Серафима Саровского
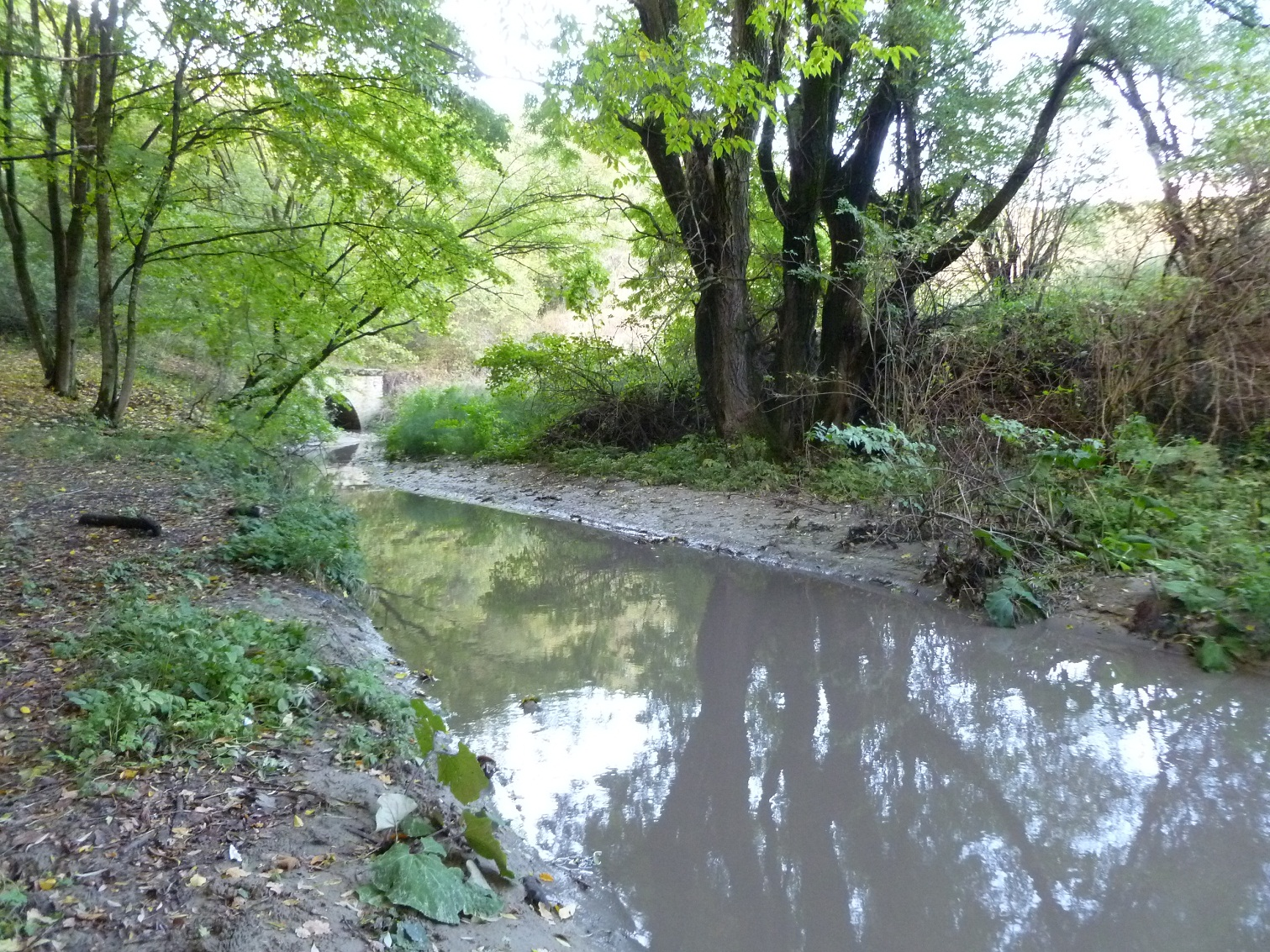
Река на выходе из Члинского леса
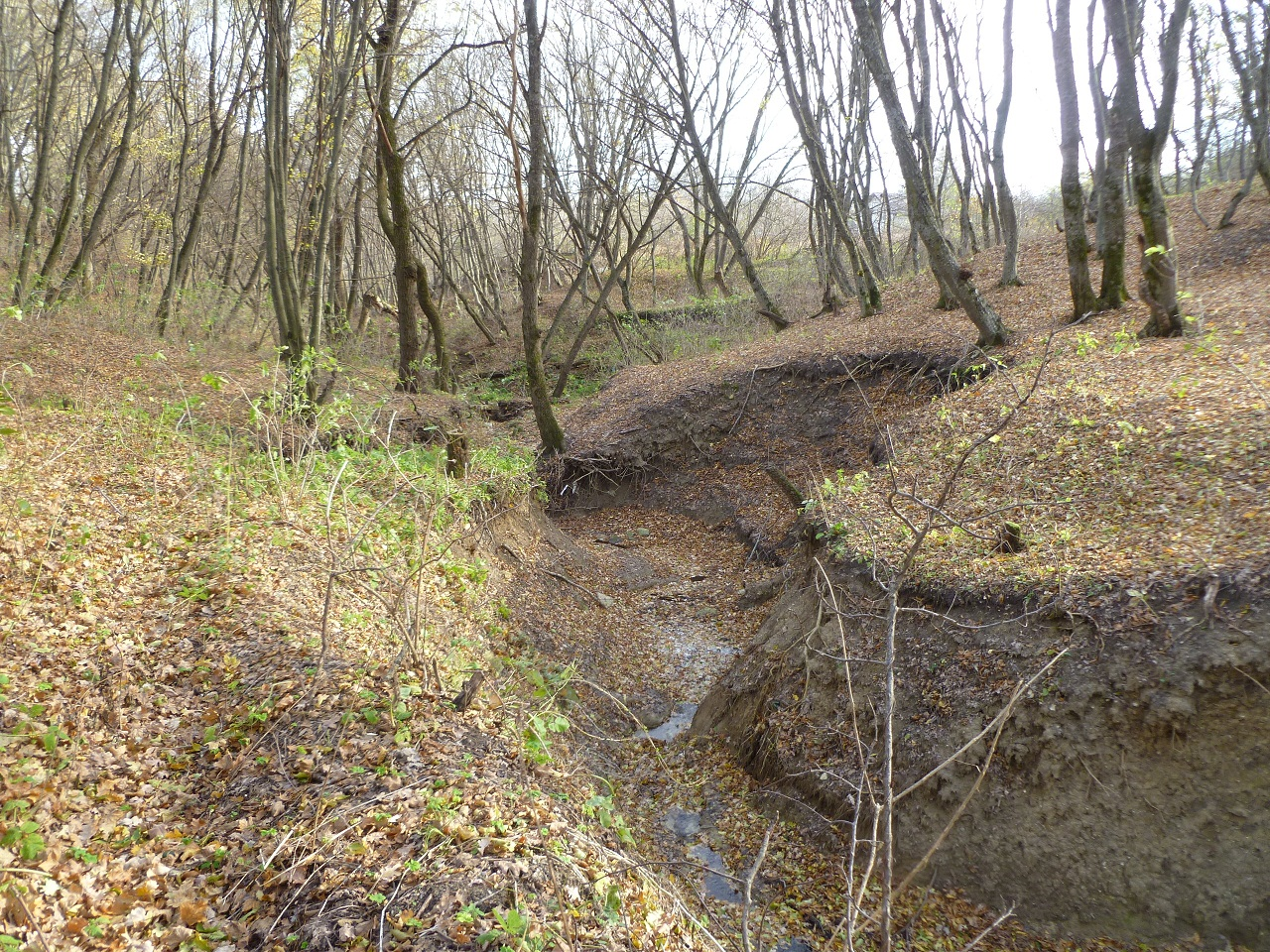
Левый приток
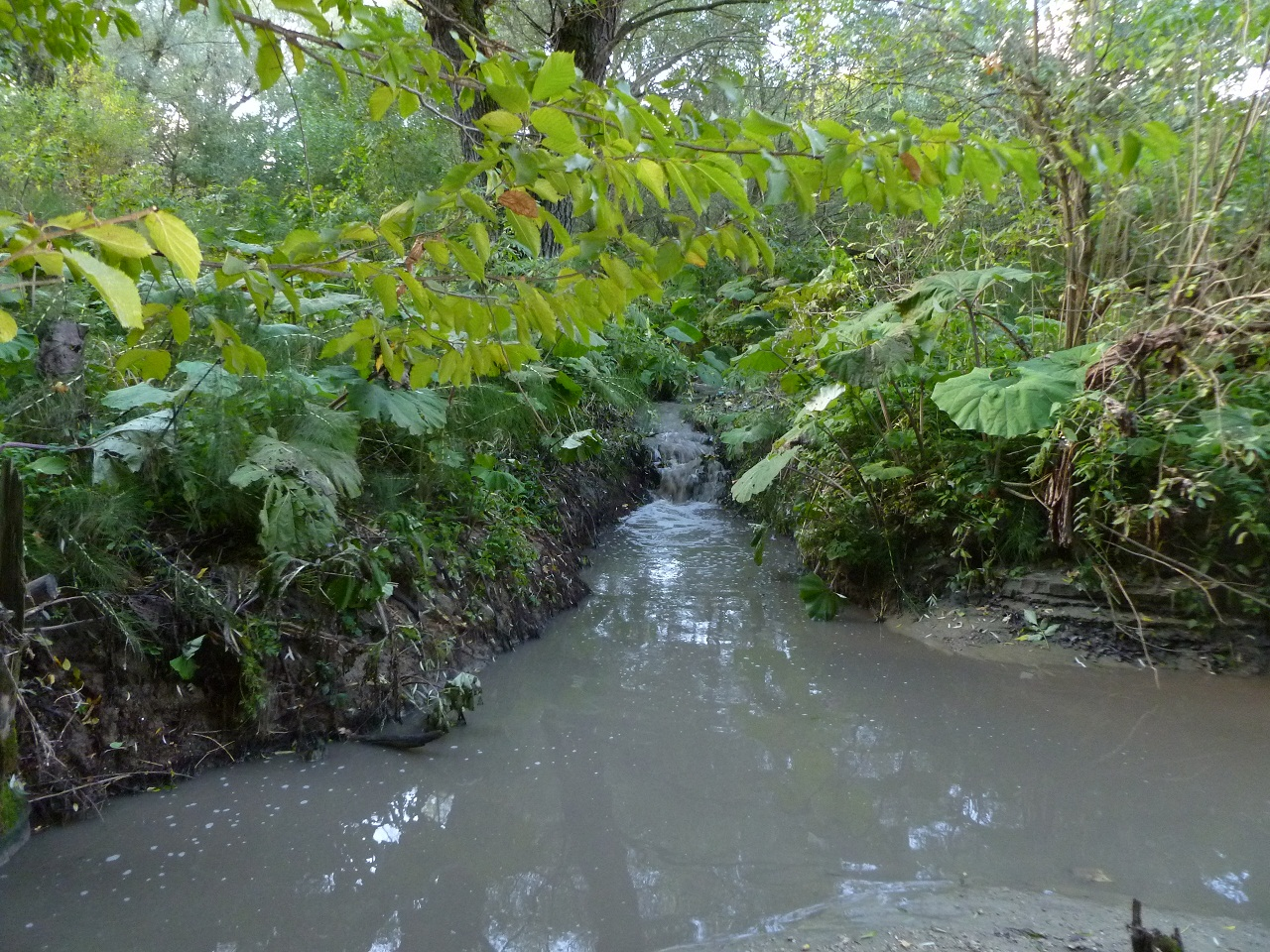
Впадение ручья
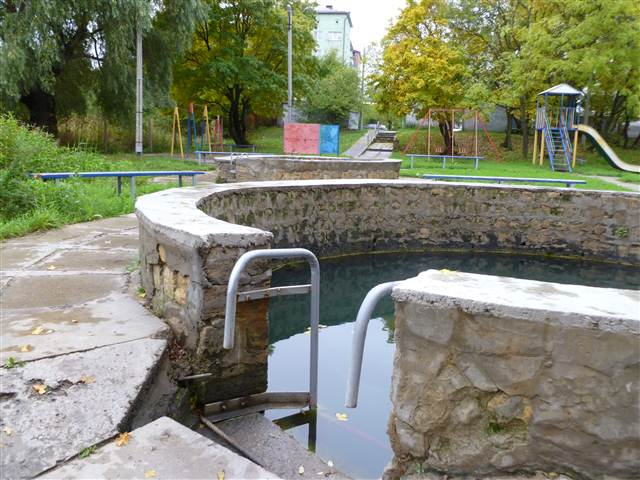
Родники в устье Члы

Пруды у кожзавода
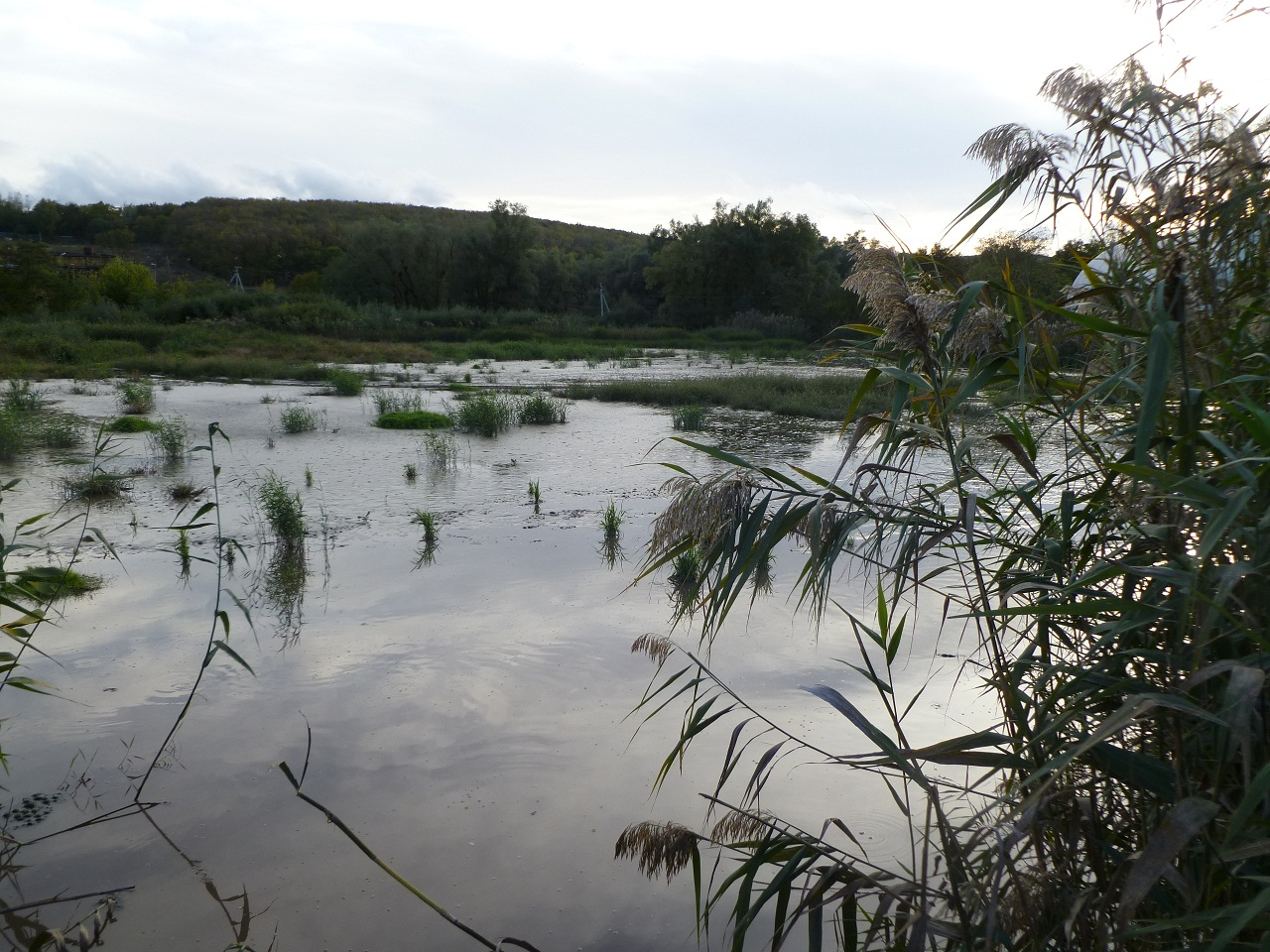
Вид на пруд вечером
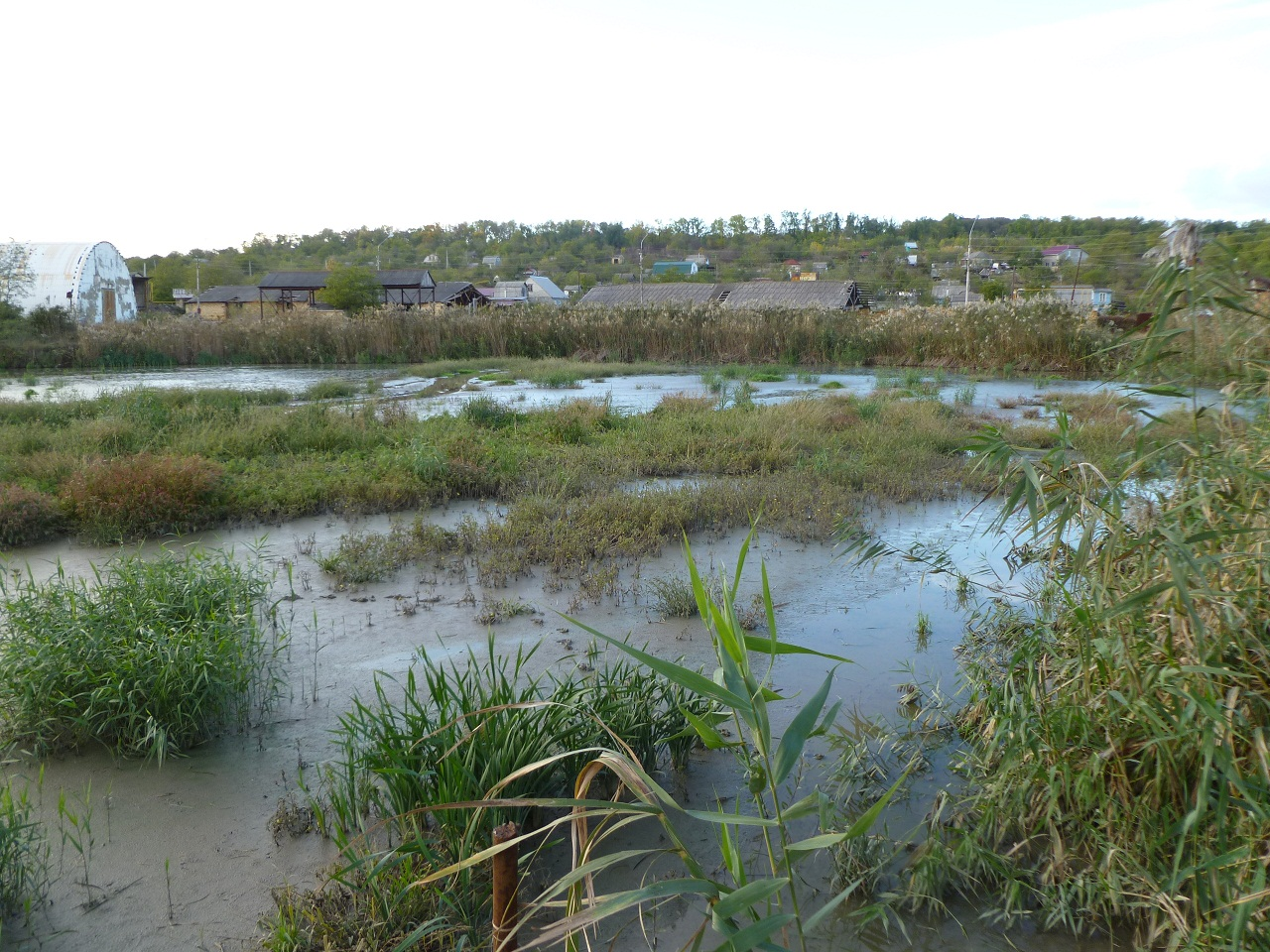
Первый пруд
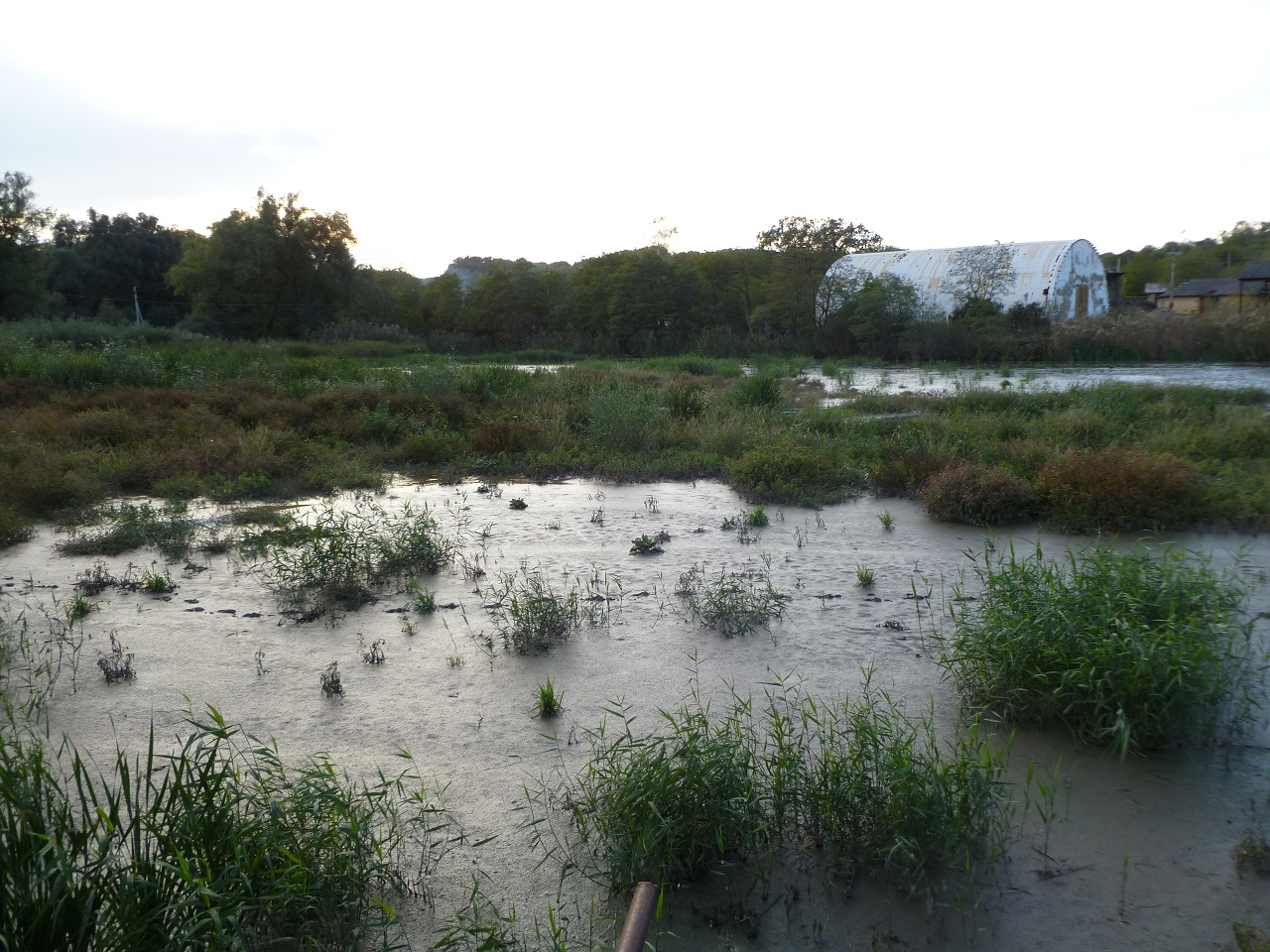
Болото
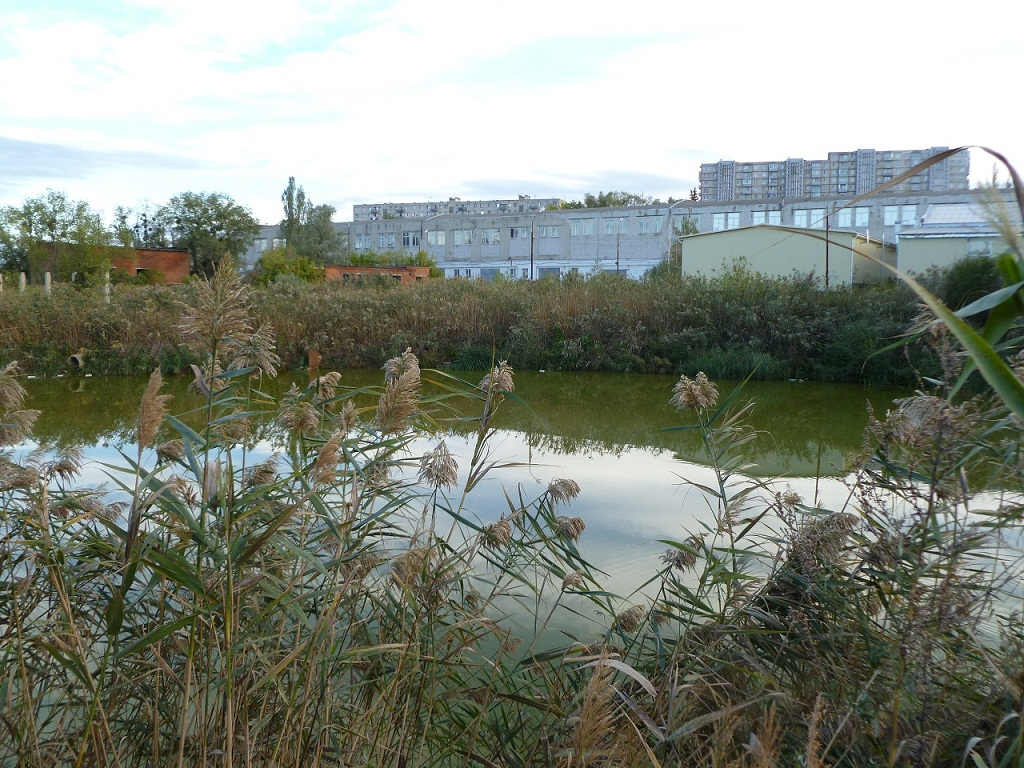
Второй пруд